# Bromadiolon

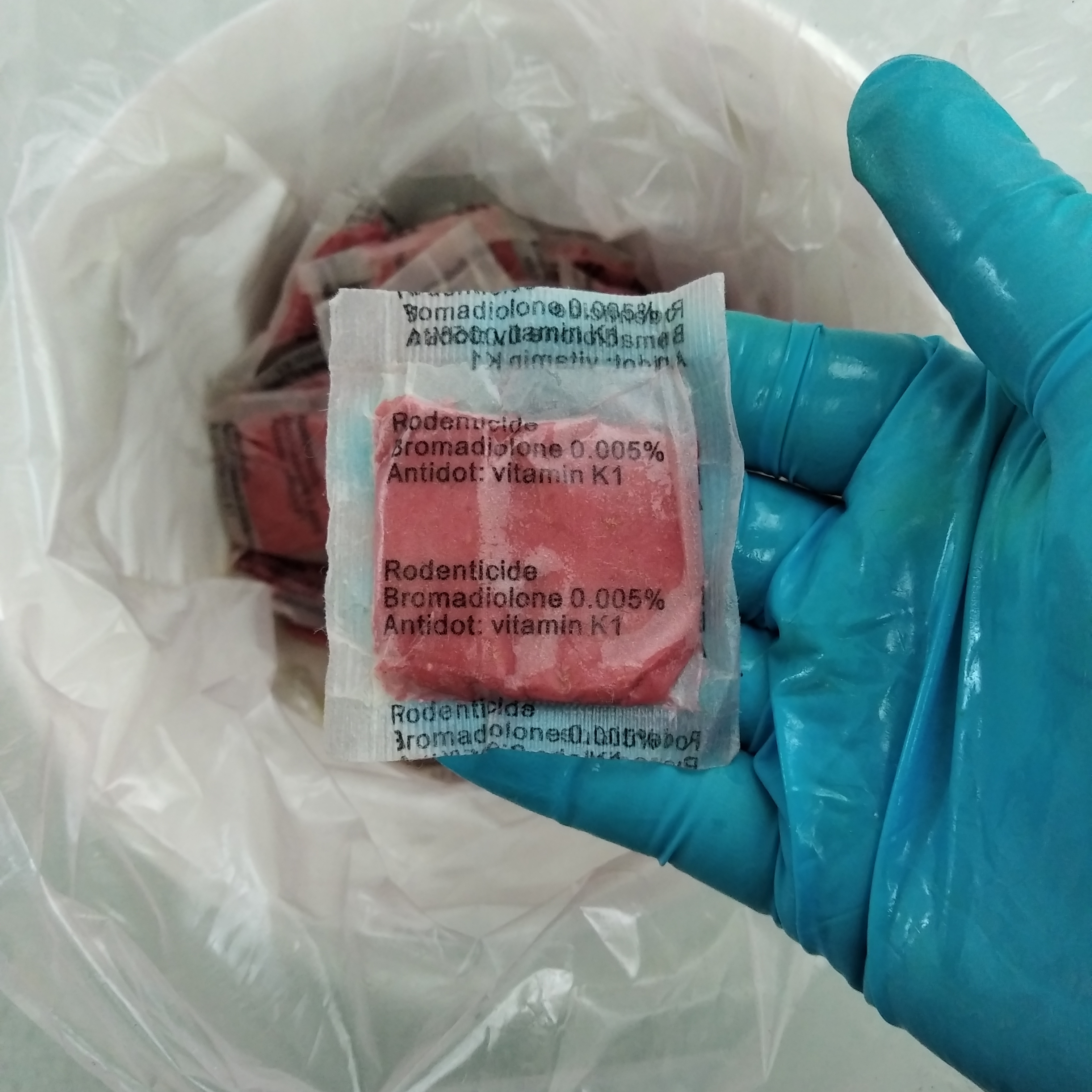
Bromadiolon (0,005%)

A bromadiolon második generációs 4-hidroxikumarin-származék, amit véralvadásgátló és K-vitamin antagonista hatása miatt rágcsálóirtó hatóanyagként használnak.

## Fizikai-kémiai tulajdonságai
A bromadiolon fehér, szagtalan por. Molekulájának két királis centruma és ennek megfelelően négy sztereoizomerje van. Vízben alig (18 mg/l pH 7-nél), zsírokban igen jól oldódik, az oktanol-víz megoszlási hányadosa több mint 1000 (Kow(log)>3). Nem illékony.

## Alkalmazása
A bromadiolont biocidként, rágcsálóirtóként használják. A megengedett legmagasabb koncentrációja a termékekben 0,005%. Általában már egy adagban is hatékony; hatása a véralvadás mechanizmusának megzavarásában áll, külső és belső vérzéseket okoz, amelyek végül halálhoz vezetnek. A rágcsálók rezisztensek is lehetnek az anyagra, de az európai patkány- és egérpopuláció döntő része még érzékeny a bromadiolonra.
A bromadiolon az Európai Unióban átesett a biocidok felülvizsgálati programján és felvették az engedélyezett hatóanyagok listájára.

## Toxicitása
Akárcsak a többi véralvadásgátló patkányméreg, szerkezete hasonlít a K-vitaminéra és képes blokkolni a véralvadási faktorok aktivációját. Patkányokban az orálisan beadott bromadiolon mintegy 70%-a felszívódik, bőrön keresztül 0,36-1,6% jut a szervezetbe. Időben beadott K-vitaminnal a toxikus hatás visszafordítható.
Az LD50 érték patkányok esetében 0,56-0,84 mg/testsúlykg, kutyáknál 8,1 mg/ttkg.
A bromadiolon potenciális PBT anyag, a természetben nehezen bomlik le, zsíroldékonysága miatt hajlamos felhalmozódni a testszövetekben és erősen mérgező. Fennáll a veszélye annak, hogy a méregtől elhullott rágcsálókat a háziállatok (kutya, macska vagy akár sertés) vagy védett madarak (vércsék, ölyvek, baglyok) megeszik és maguk is megmérgeződnek. Emiatt több európai országban csak szakképzett rágcsálóirtók használhatnak véralvadásgátló-tartalmú szereket.